# Aleksandr Byczkow
Aleksandr Władimirowicz Byczkow, ros. Александр Владимирович Бычков (ur. 1 kwietnia 1988 r.) - rosyjski seryjny morderca i kanibal, nazywany Bielińskim Maniakiem. W latach 2009 - 2011 zamordował co najmniej 9 mężczyzn w mieście Bieliński.
Byczkow na swoje ofiary wybierał bezdomnych i alkoholików. Zwabiał ich do swojego domu pod pretekstem wspólnego picia alkoholu lub atakował na ulicy. Zabijał zadając ciosy nożem lub młotkiem. Następnie rozczłonkowywał ciała ofiar i zakopywał je w wąwozie za domem lub porzucał w odosobnionych miejscach.Według własnych zeznań zjadał serca ofiar.
Aresztowano go 21 stycznia 2012 roku po tym jak włamał się do sklepu, który okradł. Podczas przesłuchania przyznał się do popełnienia 11 morderstw, jednakże wskazał miejsce ukrycia 9 ciał. W dniu 22 marca 2013 roku Aleksandr Byczkow został uznany winnym popełnienia 9 morderstw i skazany na karę dożywotniego pozbawienia wolności.

## Ofiary
1. Jewgienij Żidkow (60 l.) - 17 września 2009 
2. Władimir Bieriezowski (38 l.) - 4 listopada 2009 
3. Lew Andriejew (47 l.) - 8 maja 2010 
4. Aleksiej Kutuzow (38 l.) - 8 maja 2010
5. Jewgienij Marszyrow (54 l.) - 19 lipca 2010
6. Arkadij Arakeljan (? l.) - jesień 2010 
7. Władimir Turusow (? l.) - maj 2011 
8. Siergiej Lisjanin (37 l.) - 11 czerwca 2011
9. Siergiej Suchariew (34 l.) - 19 lipca 2011